# HD 61931
HD 61931，又名BD+50 1460，SAO 26488、HR 2969，是一颗恒星，视星等为5.27，位于銀經167.94，銀緯28.72，其B1900.0坐标为赤經7h 36m 29.8s，赤緯+50° 28.72′ 14″。